# Kiefernrindenwanze

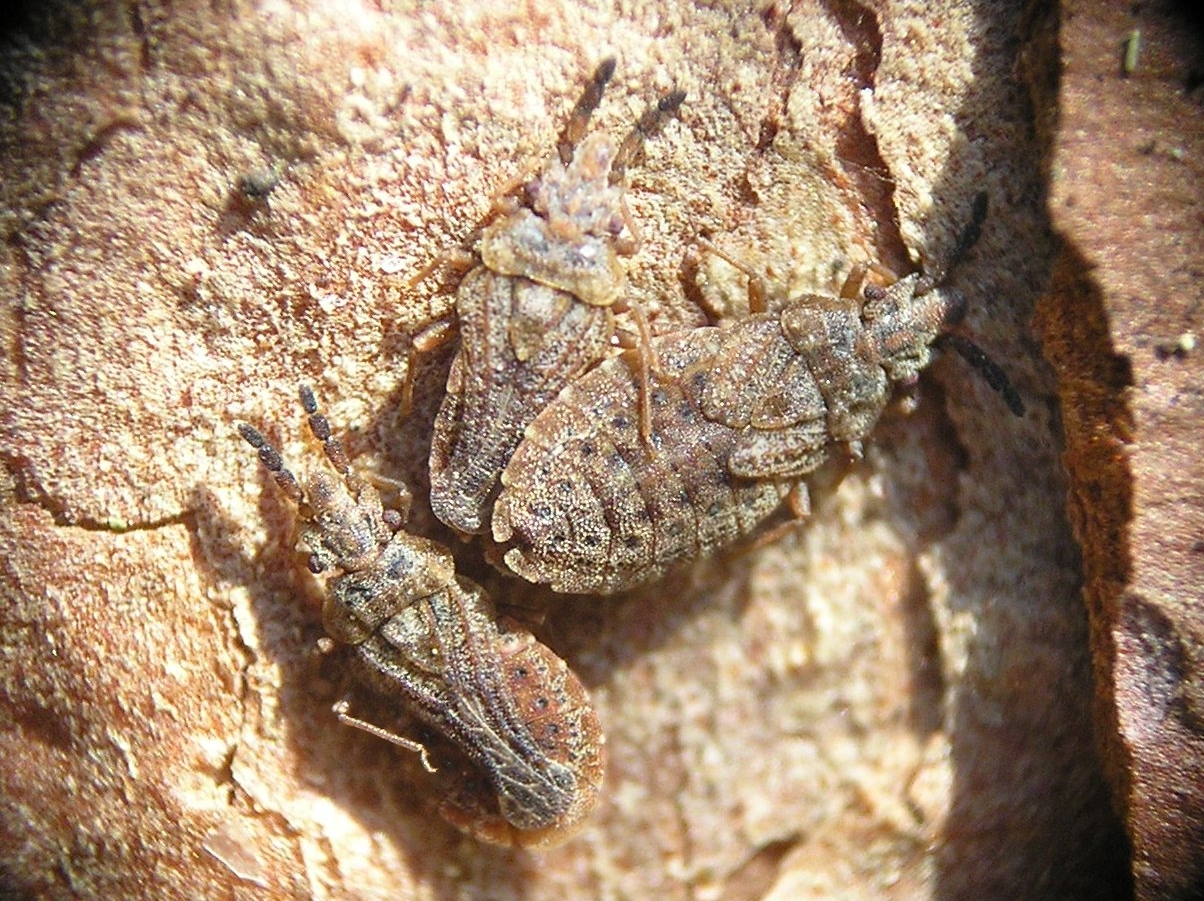
Männchen und Weibchen (rechts) bei der Paarung und ein weiteres Männchen

Die Kiefernrindenwanze (Aradus cinnamomeus) ist eine Wanzenart aus der Familie der Rindenwanzen (Aradidae).

## Merkmale
Die Wanzen werden 3,2 bis 5,1 Millimeter lang. Die Tiere sind durch ihre einheitliche rotbraune Farbe unverwechselbar. Ihr zweites und drittes Fühlerglied sind ungefähr gleich lang. Bei der Art ist Flügeldimorphismus zu beobachten. Die Weibchen sind meistens brachypter und besitzen nur schuppenförmige Flügelreste, es gibt aber auch voll geflügelte (makroptere) Individuen. Diese sind aber nur teilweise flugfähig. Die flugfähigen Männchen sind voll geflügelt, besitzen jedoch verschmälerte (stenoptere) Vorderflügel.

## Vorkommen und Lebensraum
Die Art ist in Europa von Skandinavien bis in den nördlichen Mittelmeerraum verbreitet. Im Osten reicht die Verbreitung bis Sibirien und über Kleinasien bis in die Kaspische Region. Die Art ist in Mitteleuropa im Norden überall häufig, im Süden zunehmend seltener zu finden. In Österreich tritt sie nur vom Flachland bis maximal 600 Meter Seehöhe auf.

## Lebensweise
Die Tiere leben überwiegend auf Kiefern (Pinus) wie z. B. Waldkiefer (Pinus sylvestris), Bergkiefer (Pinus mugo), Schwarzkiefer (Pinus nigra) und Weymouth-Kiefer (Pinus strobus). Nur selten findet man sie auch an Fichten (Picea), Lärchen (Larix) oder Wacholder (Juniperus). Man findet die Wanzen auch bereits an zwei- bis dreijährigen Jungbäumen, an älteren Bäumen findet man sie in der Regel im Kronenbereich bei den jüngeren Ästen. Sie bevorzugen geschwächte Bäume.

## Entwicklung
Die Nymphen und Imagines leben unter Rindenschuppen lebender Bäume an dünneren Stammabschnitten und Ästen und saugen dort anders als viele andere Rindenwanzen nicht an Pilzen, sondern am Saft von Phloem und Xylem. Man kann sie anhand eingetrockneter Harzreste an der Rinde finden. Bei dünnen Ästen können auch gallähnliche Anschwellungen entstehen. In Mitteleuropa benötigt die Art zwei Jahre für ihre Entwicklung, im Norden Skandinaviens drei Jahre. Entsprechend überwintern nicht nur die Imagines, sondern auch die Nymphen. Die Imagines legen im darauffolgenden Jahr von April bis Juli Eier unter Rindenschuppen ab. Die daraus im Sommer schlüpfenden Nymphen überwintern im dritten oder vierten Stadium. Die Überwinterung erfolgt am Stammfuß, seltener auch in der Nadelstreu der Bäume. Insbesondere in Skandinavien und Osteuropa treten die Tiere gelegentlich in Massen auf und können so Schäden an den Bäumen verursachen, die bis zum vollständigen Absterben führen können. Die Eier werden von Telenomus aradi (Hymenoptera, Scelionidae) parasitiert.
In Teilen ihres Verbreitungsgebiets ist jeweils eine der Generationen mit Fortpflanzung in geraden bzw. ungeraden Jahren, die sich aus dem zweijährigen Zyklus ergibt, wesentlich häufiger als die jeweils andere. So lässt sich in Skandinavien eine Region im Westen Finnlands abgrenzen, in der fast nur in ungeraden Jahren Imagines auftreten, während östlich davon und in Schweden die Generation der geraden Jahre dominiert, beide Generationen sind genetisch differenzierbar.

## Belege